# Altablagerung
Eine Altablagerung (in der Schweiz rechtlich: Ablagerungsstandort) ist im Umweltschutz und in der Raumplanung eine Deponie, von der Gefahren für die Gesundheit des Menschen oder die Umwelt ausgehen.

## Zum Begriff
Im Umweltrecht wird der Begriff Altlast meist weiter unterschieden in Altstandorte – Anlagen, in denen mit umweltgefährdenden Stoffen umgegangen wurde – und Altablagerungen: Das sind stillgelegte oder unbefugte Ablagerungen von Abfällen oder Geländeauffüllungen mit bedenklichen Materialien, bei denen durch die schädliche Bodenveränderungen, Grundwasserverschmutzung oder sonstige Gefahren für den Einzelnen oder die Allgemeinheit ausgehen. Dabei ist in vielen Fällen nicht klar zu entscheiden, ob es sich um eine seinerzeit genehmigte Deponie oder eine ungenehmigte wilde Müllkippe handelt: Häufig sind keine diesbezüglichen Unterlagen mehr vorhanden und zudem bestanden in der Vergangenheit nur sehr wenige Vorschriften zum Umgang mit gefährlichen Abfällen, so dass Genehmigungen nicht erforderlich waren oder schlichtweg nicht eingeholt wurden, weil keine Kontrollen stattfanden.
Der Begriff spielt insbesondere in der Altlastensanierung eine wichtige Rolle. Laufende Betriebe unterliegen heute – zumindest in der industrialisierten Welt – meist einem strengen Umweltmonitoring, sodass sich keine Altlasten ansammeln dürften.

## Nationales

### Deutschland
Altablagerungen im Sinne von § 2 Abs. 5 Nr. 1 des Bundes-Bodenschutzgesetzes sind stillgelegte Abfallbeseitigungsanlagen sowie sonstige Grundstücke, auf denen Abfälle behandelt, gelagert oder abgelagert worden sind.

### Österreich
Der Begriff ist in § 2 Begriffsbestimmungen Abs. 2 des Altlastensanierungsgesetzes (ALSAG) definiert: „Altablagerungen sind Ablagerungen von Abfällen, die befugt oder unbefugt durchgeführt wurden.“
Dabei ist zu beachten, dass Altablagerungen im rechtlichen Sinne nicht das bloße illegale Ablagern von Abfällen („wilde Deponien“) umfassen, sondern nur Anlagen, „die zur langfristigen Ablagerung von Abfällen oberhalb oder unterhalb der Erdoberfläche errichtet oder verwendet werden.“ (§ 2Abs. 7 Z. 4 Abfallwirtschaftsgesetz 2002). Außerdem sind Altlasten allgemein nur solche, die vor dem Inkrafttreten des Altlastensanierungsgesetzes (1. Juli 1989) entstanden sind, und im rechtlichen Sinne auch nur jene, die im Altlastenatlas (geführt vom Umweltbundesamt) erfasst sind. Der Grund ist, dass das Gesetz primär auf die Finanzierung der Sanierung oder Sicherung einer Altlast ausgerichtet ist, es also um die Fragen der Haftung des ehemaligen Betreibers und/oder Grundeigentümers geht (Verursacher- und Liegenschaftseigentümerhaftung), denn letztendlich haftet für die Sanierung die Republik Österreich (§ 18 ALSAG; zuständige Behörde ist der Landeshauptmann). Seit Inkrafttreten des Gesetzes besteht eine klare Regelung, insbesondere ist durch den Altlastenbeitrag, den der Deponiebetreiber zu entrichten hat, die Finanzierung auch bei Liquidation der ursprünglichen Betreibergesellschaft abgesichert. Wilde Müllablagerungen sind als Umweltvergehen immer in Verantwortung des Grundeigentümers, sie können aber als Verdachtsfläche eingestuft werden, und werden im Bedrohungsfall in den Altlasten-Kataster aufgenommen.
Die Altablagerung umfasst den gesamten Deponiekörper, das ist „die Gesamtheit der abgelagerten Abfälle einschließlich der technischen Einrichtungen“ und andere Anlagen im Deponiebereich (§ 2Abs. 3 Z. 12 resp. 11 Deponieverordnung 2008), sowie durch die Anlage kontaminierte Böden und Grundwasserkörper (§ 2 Abs. 1 ALSAG).
In Österreich gibt es nur relativ wenige Altablagerungen im rechtlichen Sinne (2019 gesamt 304 Altlasten und 1895 Verdachtsflächen). Darunter waren aber so prominente wie die Fischerdeponie in Niederösterreich und die Kiener-Deponie in Oberösterreich, die in den späten 1990ern und frühen 2000ern auf Basis des Altlastensanierungsgesetzes aufgearbeitet werden konnten.

### Schweiz
In der Schweiz lautet der rechtliche Ausdruck Ablagerungsstandort, es sind „stillgelegte oder noch in Betrieb stehende Deponien und andere Abfallablagerungen“ (Art. 2 Begriffe Z. 1 lit. a Altlasten-Verordnung – AltlV).
Das Schweizer Recht unterscheidet also nicht zwischen historischer „Alt“-Last und noch betriebenen Anlagen, sondern betont die Betriebssicherheit derselben: Altlasten im Sinne des Gesetzes sind „sanierungsbedürftige belastete Standorte“  (Art. 2 Z. 3 AltlV). Ausgenommen sind auch Standorte, an die „ausschliesslich unverschmutztes Aushub-, Ausbruch- oder Abraummaterial gelangt ist“ (Art. 2 Z. 1 lit. a AltlV).
Von den vermutlich rund 4'000 sanierungsbedürftigen Standorten im Kataster der belasteten Standorte, der von Bund und Kantonen gemeinsam am Bundesamt für Umwelt betrieben wird, sind knapp 40 % (gut 1'500) Ablagerungsstandorte.